# Rudolf von Auerswald
Rudolf Ludwig Cäsar von Auerswald (ur. 1 września 1795 w Kwidzynie – zm. 15 stycznia 1866 w Berlinie) – pruski polityk i premier (Ministerpräsident) w okresie Wiosny Ludów.